# Garden Story
Garden Story es un juego de rol de acción desarrollado por Picogram y publicado por Rose City Games. El juego se lanzó para macOS, Windows y Nintendo Switch el 11 de agosto de 2021 y para Xbox One el 12 de julio de 2022. Limited Run Games anunció que las copias físicas se distribuirían en el tercer trimestre de 2022.
El juego sigue a Concord, una uva que cuida el jardín de infantes, que está a cargo del Greenling más joven. Plum, el guardián de Spring Hamlet, les dice que la podredumbre está causando la falta de nuevos Greenlings. Plum nombra a Concord como el nuevo guardián de Spring Hamlet, y Concord emprende un viaje a través del bosque para derrotar a la podredumbre. Garden Story recibió críticas mixtas de los críticos, que elogiaron las imágenes y la música, pero no quedaron impresionados por la jugabilidad.

## Jugabilidad
En Garden Story, los jugadores controlan una uva llamada Concord que deberá viajar a través del bosque y eliminar la podredumbre que reside allí. Concord puede manejar una espada, un martillo y una varita de radiestesia. Cada arma puede ser mejorada con materiales. Un enemigo puede requerir el uso de cierta arma para ser derrotado. Las armas pueden usarse para resolver acertijos y reunir recursos. Concord puede usar la varita para agarrar objetos o activar interruptores. Atacar, rodar y correr agotará el indicador de resistencia de Concord.
En cada pueblo que visite, Concord recibirá una casa donde podrá cambiarse de ropa, guardar materiales y rellenar botellas. Garden Story tiene un ciclo de día y noche. El día termina si Concord muere o se va a dormir. Cuando Concord se despierte, se le darán tareas diarias para completar. Cada día, las solicitudes en el tablón de anuncios cambiarán. Cuando Concord descansa, la ciudad gana puntos de experiencia por las solicitudes completadas durante el día anterior. Los puntos de experiencia se otorgan a una de tres categorías. Aumentar el nivel de cada categoría mejorará el inventario de las tiendas de la ciudad. Algunas ciudades tendrán que alcanzar un cierto nivel para progresar en la historia. Estas subirán de nivel cuando Concord complete las solicitudes de la ciudad. Concord puede recolectar nuevos recursos plantando semillas. Algunas semillas deben plantarse para avanzar en la historia. Concord puede construir estructuras alrededor de la ciudad y comprar artículos cosméticos en las tiendas. Para obtener acceso a la mazmorra de un área, Concord deberá completar solicitudes y recolectar recursos. Concord también deberá derrotar al jefe de la mazmorra para pasar a la siguiente área. 
Se podrán encontrar orbes alrededor de la isla. Concord podrá romperlos y consumir las gemas dentro de ellos. Estas gemas proporcionan mejoras permanentes a las estadísticas de Concord, incluida la resistencia, la salud, la mente y la resistencia. Las ventajas se pueden usar para cambiar las estadísticas y habilidades de Concord, que se obtienen cuando se completan tareas. Estas ventajas representan recuerdos que alteran las estadísticas y otorgan habilidades. Concord puede restaurar su salud con botellas llenas de rocío.

## Desarrollo y lanzamiento
Garden Story fue desarrollado por el creador filipino-estadounidense Picogram. La banda sonora fue compuesta por Grahm Nesbitt, quien también compuso las bandas sonoras de Goodbye Doggy y Floppy Knights. El desarrollo de Garden Story comenzó en marzo de 2018. Después de ver el juego en eventos con sede en Portland, Rose City Games se asoció con Picogram.
En agosto de 2019, Viz Media anunció Garden Story para PC con un lanzamiento programado para la primavera de 2020. El juego se presentó en PAX West 2019 Destacado en PAX South 2020. Una demostración que mostraba una región llamada Autumn Town se lanzó en Steam en noviembre. Estuvo disponible hasta el 21 de diciembre. Garden Story fue parte del Indie Megabooth en PAX East 2020. Los desarrolladores mostraron el juego en el evento Fellow Traveller, LudoNarracon. Para prepararse para el evento, Picogram se grabó a sí mismo haciendo arte. Grahm tuvo discusiones sobre la composición y tocó versiones en vivo de las canciones de la banda sonora.
En junio, Garden Story se retrasó hasta 2021. En julio, el juego se presentó en el Indie Showcase de Twitch. Los desarrolladores recibieron financiación de Kowloon Nights, una fuente de financiación fundada en 2017. La demo de Garden Story se pudo jugar durante el Steam Game Festival: Spring Edition. En el evento Day of the Devs, se lanzó un tráiler que mostraba imágenes del juego. A Garden Story se le dio una ventana de lanzamiento en verano. El juego apareció en el Wholesome Direct de Wholesome Games. En agosto, Garden Story se presentó en el evento Indie World de Nintendo. El mismo día se anunció un lanzamiento para Switch.
El 11 de agosto de 2021, Garden Story se lanzó para Windows, macOS y Nintendo Switch. El juego también se presentó en el Indie World Showcase de Nintendo. Garden Story recibió una expansión gratuita que agregó tiendas a Perennial Plaza y artículos cosméticos para Concord. La expansión se lanzó en Steam el 28 de octubre. En la presentación LRG3 de Limited Run Games, se anunció un lanzamiento físico de Garden Story. Las copias están programadas para ser preordenadas en el verano de 2022.

## Recepción
Garden Story recibió críticas «mixtas o medias» de acuerdo con el sitio web agregador de reseñas Metacritic.
Shaun Musgrave de TouchArcade calificó al mundo como «positivamente adorable» y describió al juego como una aventura de acción «al estilo de Zelda». Musgrave escribió que la presentación y los personajes ayudaron a «arrancarlo». Criticó los problemas técnicos de la versión de Switch, incluyendo la duración de los tiempos de carga. Musgrave creía que Garden Story atraería a los fanes de Blossom Tales o Ittle Dew. Kate Gray de Nintendo Life elogió la música del juego y la variedad de sistemas, pero sintió que el juego perdió impulso rápidamente.
Izzy Parsons de RPGFan aclamó los gráficos del juego y disfrutó de la banda sonora. Sin embargo, Parsons sintió que el diseño del juego era repetitivo y que no había sentido de cohesión o progresión en las mazmorras. Parsons creía que los personajes y el mundo tenían un magnetismo, y escribió que Garden Story «definitivamente valía la pena probarlo». Jordan Rudek de Nintendo World Report sintió que el juego causó una buena primera impresión, pero no aprovechó su impulso. Elogió el estilo artístico y la música, comparando las imágenes con Turnip Boy Commits Tax Evasion. Rudek creía que la historia y el combate no eran lo suficientemente atractivos y consideró que el bucle de jugabilidad no estaba inspirado.